# ۵ زرافه
۵ زرافه یک ستاره است که در صورت فلکی زرافه قرار دارد.